# Don Joan
Don Joan (en italià Don Giovanni, en castellà Don Juan) és un arquetip literari espanyol que representa el llibertí, l'home que sedueix moltes dones sense lliurar el seu cor fins que es troba amb Doña Inés (o Ana, segons la versió). Alguns autors fan que llavors s'enamori de veritat (la majoria), si bé la història inicial el condemna a l'infern justament per aprofitar-se d'aquesta noia innocent. Sembla que aquesta història està inspirada en un personatge real, el Casanova italià; ha esdevingut, però, un nom comú per designar l'home expert en seducció.
Molts autors s'han apropat al mite. Alguns dels que l'han tractat directament són: Tirso de Molina, Molière, Goldoni, Lord Byron, Puixkin, José Zorrilla, Palau i Fabre, Baudelaire, Azorín, Prosper Mérimée o Max Frisch. El dramaturg i Premi Nobel irlandès George Bernard Shaw va escriure l'obra de teatre Man and Superman (1903) com una elaboració lliure del mite. A la introducció de l'obra fa un repàs històric del personatge de Don Joan.
Mozart en va escriure una òpera, Don Giovanni. D'altres s'hi han inspirat indirectament, ja que es podria dir que qualsevol llibertí o seductor hi està basat. Així, se'n troben traces en obres com les de José de Espronceda, Ramón del Valle-Inclán, Samuel Richardson i Alexandre Dumas, entre d'altres. L'època de màxima esplendor va donar-se al romanticisme. És una figura que continua viva en l'art i que ha aparegut en cançons i pel·lícules (James Bond seria una exemple molt pròxim).
També s'han escrit assajos explicant els trets psicològics d'aquesta conducta. Es descriu la persona que actua com a Don Joan com una persona immadura, incapaç de comprometre's (tot i que alguns creuen sincerament enamorar-se cada vegada), narcisista i que conrea l'emoció superficial, la vanitat i el culte al cos. Necessita sentir-se el centre d'atenció i s'ocupa només dels seus sentiments. En general és una conducta associada a l'adolescència i al sexe masculí, tot i que es dona en totes les edats i entre homes i dones.